# Al-Bira
Al-Bira (arab. ‏البيرة‎; Al-Bireh, El-Bireh) – miasto w Autonomii Palestyńskiej, w środkowej części Zachodniego Brzegu, niedaleko Ramallah. Według danych szacunkowych na rok 2010 liczy 57 706 mieszkańców.

## Miasta partnerskie
- Youngstown, Stany Zjednoczone
- Fort Lauderdale, Stany Zjednoczone
- Gennevilliers, Francja